# Барсуки (Ингушетия)
Барсуки́ (ингуш. Буро́-Кӏале́) — село в Назрановском районе Республики Ингушетия.
Образует муниципальное образование «сельское поселение Барсуки», как единственный населённый пункт в его составе.

## География
Село расположено у впадения реки Назранка в Сунжу, к северо-востоку от районного центра города Назрань. Основная часть села расположена между Сунжей (на востоке) и Алханчуртским каналом (на западе). По восточной окраине села проходят автомобильная дорога федерального значения Р217 «Кавказ» и железнодорожная линия Северо-Кавказской железной дороги (участок Беслан—Слепцовская).
Ближайшие населённые пункты: на северо-западе — село Верхние Ачалуки, на северо-востоке — село Плиево, на востоке — село Гази-Юрт, на юге — село Экажево и на юго-западе — город Назрань.

## Этимология
Русское название населённого пункта по некоторым данным восходит к имени офицера Борцака Мальсагова. Ингушское название села «Буро-Кӏале» (также «Бурокӏалхе») переводится как «под крепостью» или «под укреплением».

## История
Характеристика села (село Бурсука) по состоянию на 1874 год: «при впадении речки Назрановки в реку Сунжу», 232 дома, 1161 житель (577 мужского пола и 584 женского пола), проживают ингуши (мусульмане-сунниты).
По состоянию на 1925 год село Бурсуки было центром Бурсуковского сельсовета Назрановского района Ингушской автономной области Северо-Кавказского края, к которому также относилась и крепость Назрань. Селение состояло из 492 дворов, в нём проживало 2472 человека (1217 мужского пола и 1255 женского пола). Поселение при Назрановской крепости включало всего 13 дворов, проживал 121 человек (69 мужского пола и 52 женского пола). В селе было 2 колодца, школа первой ступени, 14 мелких промышленных предприятий (из них 12 мельниц и 2 кузницы), государственный ссыпной пункт, 2 партийные организации. Также одна школа первой ступени находилась в поселении при Назрановской крепости.
С 1944 по 1958 год, в период депортации чеченцев и ингушей и упразднения Чечено-Ингушской АССР, село носило название Хорджин (в переводе с осетинского — «урожайное»).
По состоянию на 1 января 1990 года село было центром Барсукинского сельсовета, в который также входили две небольшие фермы — Тиби-Хи и Синий Камень. В самом селе на эту дату проживало 3002 человека наличного населения.
В 1995 году село Барсуки было упразднено и включено в состав города Назрань в качестве одного из административных округов. В 2009 году на основе упразднённого Барсукинского административного округа, выведенного из состава города, было воссоздано село Барсуки и на его базе образовано муниципальное образование со статусом сельского поселения в составе Назрановского района.

## Население
| 1926    | 2002    | 2006    | 2007    | 2008    | 2009    | 2010    |
| ------- | ------- | ------- | ------- | ------- | ------- | ------- |
| 2354    | ↗10 189 | ↗10 532 | ↗10 637 | ↗10 725 | ↗10 818 | ↘10 333 |
| 2011    | 2012    | 2013    | 2014    | 2015    | 2016    | 2017    |
| ↗10 381 | ↗10 710 | ↗10 834 | ↗10 953 | ↗11 045 | ↗11 153 | ↗11 193 |
| 2018    | 2019    | 2020    | 2021    | 2023    | 2024    | 2025    |
| ↗11 285 | ↗11 370 | ↗11 449 | ↘7601   | ↗7708   | ↗7809   | ↗7922   |

Национальный состав
По данным Всероссийской переписи населения 2002 года (Барсукинский округ города Назрань):
- ингуши — 9 735 чел. (95,54 %)
- чеченцы — 428 чел. (4,20 %)
- русские — 17 чел. (0,17 %)
- другие — 9 чел. (0,09 %)

По данным Всероссийской переписи населения 2010 года:
- ингуши — 10 216 чел. (98,87 %)
- русские — 20 чел. (0,19 %)
- чеченцы — 20 чел. (0,19 %)
- другие — 6 чел. (0,06 %)
- не указали — 71 чел. (0,69 %)

## Известные уроженцы
- Альтемиров, Магомет-Мирза Тариевич — государственный и военный деятель. Начальник Ингушской милиции в 1920—1932 годах.
- Зязиков, Идрис Бейсултанович — государственный деятель. Первый руководитель Ингушской автономной области.
- Картоев, Джабраил Дабиевич (1907—1981) — военный, общественный и хозяйственный деятель, кавалер пяти боевых орденов, представлялся к званию Героя Советского Союза (ноябрь 1943 года).
- Нугзаров, Тамерлан Темирсолтанович (1942-2020) — цирковой наездник, дрессировщик, народный артист РСФСР (1985).